# Attaque de Sokoura
Guerre du Mali
Batailles
L'attaque de Sokoura a lieu le 13 octobre 2020 lors de la guerre du Mali.

## Déroulement
Le 13 octobre 2020, à 1 heure du matin, des djihadistes attaquent le camp militaire de Sokoura, dans le cercle de Bankass, près de la frontière avec le Burkina Faso,. Les assaillants arrivent à pied et à bord de véhicules.
L'armée malienne envoie des renforts, mais ceux-ci tombent dans une embuscade au pont de Parou ou de Paroukou, situé entre Bandiagara et Bankass,,. Elle engage également son aviation qui détruit deux véhicules ennemis dans la zone du pont. Cependant, sur le même axe routier, un bus transportant des civils est également pris pour cible par des tirs.

## Pertes
Le jour même de l'attaque, une source militaire de l'AFP fait état d'un bilan de neuf morts et plusieurs blessés au camp de Sokoura et de trois morts et dix blessés au pont de Parou. 
Le général de brigade Souleymane Doucoure, ministre de la Défense et des Anciens Combattants, annonce pour sa part le même jour un bilan provisoire de onze militaires tués, dont neuf à Sokoura et deux à Paroukou. 
Du côté des djihadistes, l'armée malienne donne un bilan de neuf, puis de treize tués, ainsi que deux véhicules détruites par l'aviation militaire.
Pour les civils, une source policière de l'AFP et Oumar Guindo, un représentant des jeunes basé à Bandiagara, affirment que le bilan est de douze morts, dont deux femmes et un bébé. 
Il s'agit alors de l'attaque la plus meurtrière au Mali depuis le coup d'État du 18 août. La junte militaire décrète un deuil national de trois jours à compter du 15 octobre. 